# Respotted black

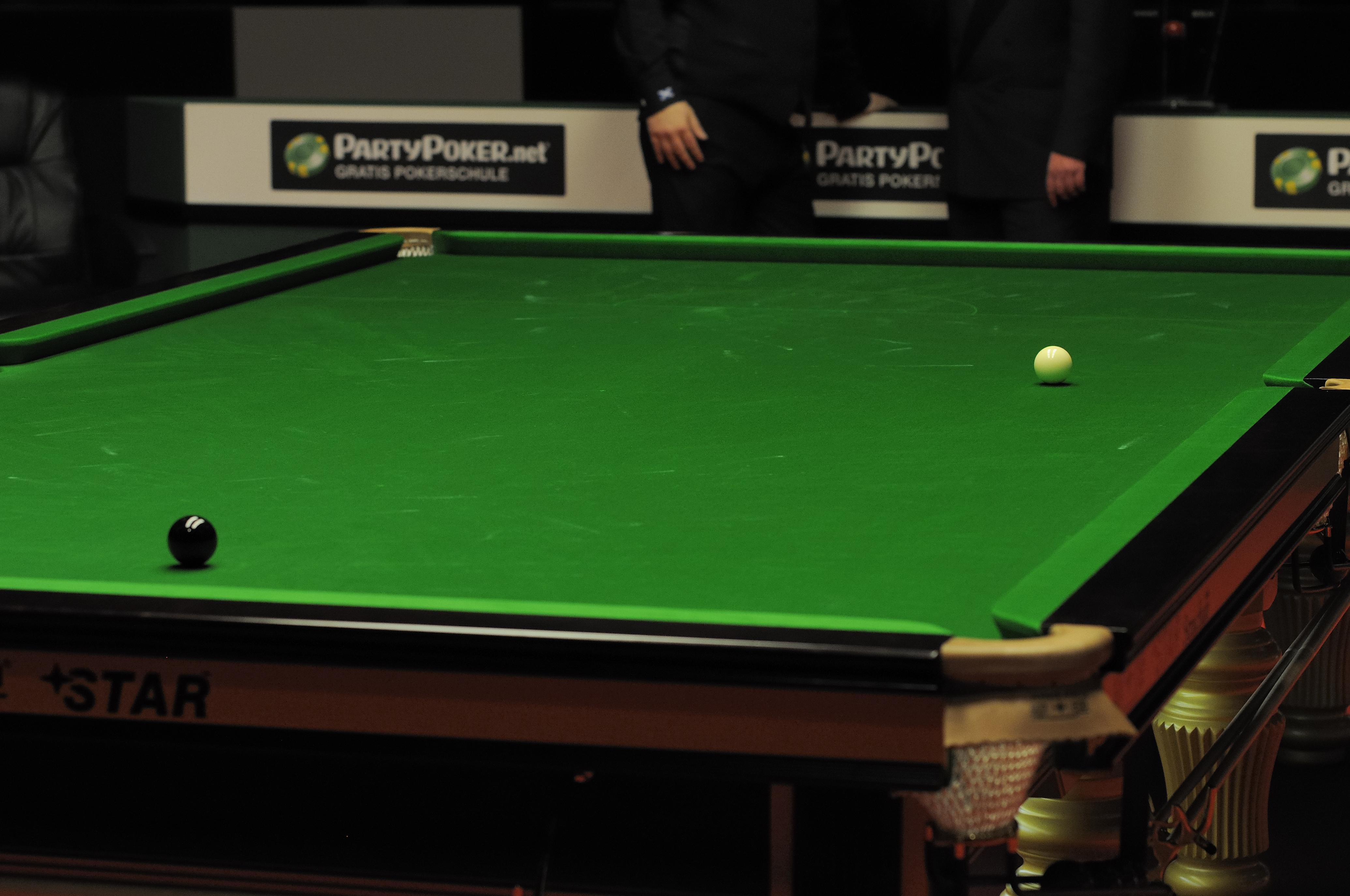
Vit och svart, de enda bollar som används vid respotted black.

Respotted black (på svenska kan termen återplacerad svart användas, men i allmänhet används det engelska uttrycket) är en regel inom snooker som används då ett frame har spelats klart och spelarna har lika många poäng. Eftersom frames inte får sluta oavgjort, avgörs det genom att svart boll återplaceras på bordet, och vit boll placeras i halvcirkeln. Därefter singlas det slant om vilken av spelarna som skall börja, och spelarna turas därefter om att spela på svart. Den förste som sätter svart har vunnit framet, alternativt förlorar man framet om man blir först med att göra en foul.